# Karree Konfituur
Karree Konfituur is een Belgische band.

## Geschiedenis
De band werd opgericht in 2007 door Bart Foubert, Bert Ruymbeek en Ruben De Vleeschhouwer. In oktober 2008 nam de groep haar eerste nummers op. De groep won in maart 2009 de "Schrijf er maar één"-wedstrijd van Radio 2. Het winnende nummer, Heel Uw Verdriet, werd veel gespeeld op de Vlaamse radio.
in 2013 breidde de groep uit van 4 naar 6 bandleden en in 2014 tekenden ze een contract bij Universal Music Belgium. 

## Groepsleden
- Bart Foubert (gitaar en zang)
- Bert Ruymbeek (accordeon)
- Laurens De Schutter(drums en backing vocal)
- Stijn Tondeleir (basgitaar en contrabas) (voorheen Koen De Gendt)
- Lennert Cobbaert (keys en backing vocal) (voorheen Matyas Blanckaert)
- Bram Van Den Berghe (elektrische gitaar en backing vocal)

## Discografie

### Singles
| Single met hitnotering(en) in de Vlaamse Ultratop 50 | Datum van verschijnen | Datum van binnenkomst | Hoogste positie | Aantal weken | Opmerkingen           |
| ---------------------------------------------------- | --------------------- | --------------------- | --------------- | ------------ | --------------------- |
| Heel uw verdriet                                     | 18-05-2009            | -                     |                 |              |                       |
| Nog eens gek                                         | 23-09-2011            | -                     |                 |              |                       |
| Ego!                                                 | 28-05-2012            | -                     |                 |              |                       |
| Alles is geregeld                                    | 03-06-2013            | 29-06-2013            | tip 62          |              |                       |
| Hou me vast                                          | 04-07-2014            | 19-07-2014            | tip 9           |              | Nr. 6 Vlaamse Top 50  |
| Vluchtmisdrijf                                       | 06-10-2014            | 25-10-2014            | tip 54          |              | Nr. 27 Vlaamse Top 50 |
| Doe het dan                                          | 08-06-2015            | -                     |                 |              |                       |
| Nooit meer nooit meer                                | 24-07-2015            | 08-08-2015            | tip 20          |              | Nr. 12 Vlaamse Top 50 |
| Gek of geniaal                                       | 12-12-2016            | 31-12-2016            | tip 40          |              | Nr. 21 Vlaamse Top 50 |
| Parking-song                                         | 28-08-2017            | -                     |                 |              |                       |
| Show                                                 | 28-05-2018            | 09-06-2018            | tip             |              | Nr. 41 Vlaamse Top 50 |

## Varia
- Twee videoclips, Vluchtmisdrijf (2014) en Ego (2012), werden opgenomen in de middelbare school in Sint-Niklaas waar zanger Bart Foubert lesgeeft.